# 今川柊稀
今川 柊稀（いまがわ しゅうき、12月25日 - ）は、日本の男性声優。福岡県出身。青二プロダクション所属。

## 略歴
青二塾東京校37期生。

## 人物
趣味には映画鑑賞と読書、特技には自動車整備をそれぞれ挙げている。
資格・免許はフォークリフト運転技能講習修了証、締固め用機械運転業務特別教育修了証、小型車両系建設機械運転業務特別教育修了証、普通自動車免許、普通自動二輪車免許、漢検1級。
方言は北九州弁。

## 出演
太字はメインキャラクター。

### テレビアニメ
2018年
- 魔法使いの嫁（バイヤー）
- バキ（会員）

2019年
- 賢者の孫（兵士、幕僚）
- ドラえもん（テレビ朝日版第2期）（2019年 - 2021年、カラス、犬、実行委員②）

2020年
- ゲゲゲの鬼太郎（第6作）（吸血鬼、たんころりん、妖怪、加牟波入道）
- マギアレコード 魔法少女まどか☆マギカ外伝（街の声）
- アラド:逆転の輪（研究員、ミラン・ローゼンバッハ）
- ムヒョとロージーの魔法律相談事務所（四賢人）
- デジモンアドベンチャー:（2020年 - 2021年、通信音声、船長、クルー、トループモン）
- ONE PIECE（ナンバーズ、役人）
- ちびまる子ちゃん（2020年 - 2021年、善き大人、魚屋）

2021年
- 装甲娘戦機（通信士、防衛隊士官）
- 回復術士のやり直し（狂牛族）
- ゾンビランドサガ リベンジ（参加者C）
- D_CIDE TRAUMEREI THE ANIMATION（クトロワグ、ドライバー、男、人々）
- テスラノート（パイロット、男性2）
- クレヨンしんちゃん（戦闘員B）
- デジモンゴーストゲーム（2021年 - 2023年、オジサン、管理人、サラリーマン、警官、社長 他）

2022年
- ニンジャラ（警備員）
- 恋は世界征服のあとで（師範）
- 忍たま乱太郎（曲芸師）

2023年
- 冒険者になりたいと都に出て行った娘がSランクになってた（ゴート）
- 婚約破棄された令嬢を拾った俺が、イケナイことを教え込む（岩石族、狼人）
- 逃走中 グレートミッション（2023年 - 2024年、ミイラ、マフィア、カジノ客、車掌、司令 他）

2024年
- 転生貴族、鑑定スキルで成り上がる（ドーソン、卵売り、荒くれB、衛兵、町人 他） - 2シリーズ
- ドラゴンボールDAIMA（2024年 - 2025年、憲兵、魔人、客、カダン軍ゴブリン兵）

### 劇場アニメ
- 鬼太郎誕生 ゲゲゲの謎（2023年）

### Webアニメ
- ドリフェス!R（2017年、音楽番組司会）
- 悪魔くん（2023年、捜査員）

### ゲーム
- 真・三國無双8（2018年、武将[4]）
- 逆転オセロニア（2018年、ヘクトール[5]）
- 戦国無双5（2021年、斎藤道三[6]）
- ドラゴンボールZ カカロット（2023年）
- 龍が如く7外伝 名を消した男（2023年）

### ナレーション
- EXD44（テレビ朝日）
- 一攫千金!?ゴールドハンター（フジテレビ）
- 週刊さんまとマツコ（TBS）
- あなたに人生変えられました!（カンテレ）

### ボイスオーバー
- Nスタ
- NEWS23
- ビビット
- 報道特集
- 7つの海を楽しもう!世界さまぁ〜リゾート

### その他コンテンツ
- 聞く、演じる！日本昔のおはなし 第一巻（主演）[7]

### シリーズ一覧
1. ↑  第1期（2024年）、第2期（2024年）